# Diabète de type MODY
 Mise en garde médicale
Le diabète de type MODY fait référence à l'une des formes héréditaires de diabète sucré causées par des mutations dans un gène autosomique dominant perturbant la production d'insuline. Ce diabète est également appelé diabète monogénique, pour le distinguer des types de diabète les plus courants (en particulier de type 1 et de type 2), qui impliquent des combinaisons plus complexes de causes impliquant plusieurs gènes et facteurs environnementaux. Plus de 40 gènes différents ont été identifiés comme conférant un diabète de ce type lorsqu'ils sont altérés.
Robert Tattersall et Stefan Fajans ont initialement identifié le phénomène connu sous le nom de — maturity-onset diabetes of the young — dans une étude classique publiée dans la revue Diabetes en 1975.

## Signes et symptômes
Un diabète de type MODY est le diagnostic final pour 1 à 2 % des personnes initialement diagnostiquées pour un diabète. La prévalence est de 70 à 110 par million de personnes. 50 % des parents au premier degré hériteront de la même mutation, ce qui leur donne un risque à vie supérieur à 95 % de développer ce diabète eux-mêmes. Généralement, les patients présentent de forts antécédents familiaux de diabète (tout type) et l'apparition des symptômes se situe entre la deuxième et la cinquième décennie.
Il existe deux types généraux de tableaux cliniques.
- Certaines formes de diabète MODY produisent une hyperglycémie importante et les signes et symptômes typiques du diabète : augmentation de la soif et de la miction (polydipsie et polyurie).
- En revanche, de nombreuses personnes atteintes de ce diabète ne présentent aucun signe ou symptôme et sont diagnostiquées soit par accident, lorsqu'une glycémie élevée est découverte lors d'un test pour d'autres raisons, soit par le dépistage des proches d'une personne atteinte de diabète. La découverte d'une hyperglycémie légère lors d'un test de tolérance au glucose de routine pour la grossesse est particulièrement caractéristique.

Les cas de diabète MODY peuvent représenter jusqu'à 5 % des cas présumés de diabète de type 1 et de type 2 dans une grande population clinique. Alors que les objectifs de la gestion du diabète sont les mêmes quel que soit le type, il y a deux principaux avantages à confirmer un diagnostic de MODY.
- L'insuline peut ne pas être nécessaire et il peut être possible de faire passer une personne des injections d'insuline aux agents oraux sans perte de contrôle glycémique.
- Cela peut inciter au dépistage des proches et ainsi aider à identifier d'autres cas chez les membres de la famille.

Comme il survient peu fréquemment, de nombreux cas de diabète MODY sont initialement supposés être des formes de diabète plus courantes : type 1 si le patient est jeune et sans surpoids, type 2 si le patient est en surpoids ou diabète gestationnel si la patiente est enceinte. Les traitements standards du diabète (insuline pour le diabète de type 1 et gestationnel, et hypoglycémiants oraux pour le type 2) sont souvent initiés avant que le médecin ne suspecte une forme de diabète plus inhabituelle.

## Génétique
Certaines sources distinguent deux formes de diabète monogénétique : le type MODY et le diabète néonatal. Cependant, ils ont beaucoup en commun et sont souvent étudiés ensemble.

### Hétérozygotie
Le diabète de type MODY est hérité de manière autosomique dominante, et la plupart des patients ont donc d'autres membres de la famille atteints de ce diabète ; la pénétrance diffère selon les types (de 40 % à 90 %).
| Type                               | Gène/protéine                        | Description |
| ---------------------------------- | ------------------------------------ | --- |
| MODY 1                             | facteur nucléaire hépatocytaire 4α   | En raison d'une mutation perte de fonction dans le gène HNF4α. 5 % – 10 % des cas. |
| MODY 2                             | glucokinase                          | En raison de l'une des nombreuses mutations du gène GCK. 30 % – 70 % des cas. Hyperglycémie légère à jeun tout au long de la vie. Petite augmentation de la charge en glucose. Les patientes n'ont pas tendance à développer des complications du diabète et n'ont pas besoin de traitement dehors de la grossesse. |
| MODY 3                             | facteur nucléaire hépatocytaire 1α   | Mutations du gène HNF1α (un gène homéobox). 30 % – 70 % des cas. Type de diabète MODY le plus courant dans les populations d'ascendance européenne. Tendance à réagir aux sulfonylurées. Bas seuil rénal pour le glucose.                                                                                           |
| MODY 4                             | facteur promoteur d'insuline-1       | Mutations du gène IPF1 homeobox (Pdx1). < 1 % des cas. Associée à une agénésie pancréatique chez les homozygotes et occasionnellement chez les hétérozygotes. |
| MODY 5                             | facteur nucléaire hépatocytaire 1β   | L'une des formes les moins courantes de MODY, avec certaines caractéristiques cliniques distinctives, notamment une atrophie du pancréas et plusieurs formes de maladie rénale. Défaut du gène bêta HNF-1. 5 % – 10 % des cas.                                                                                      |
| MODY 6                             | différenciation neurogène 1          | Mutations du gène du facteur de transcription appelée différenciation neurogène 1. Très rare : 5 familles signalées à ce jour. |
| MODY 7                             | Facteur de type Kruppel 11           | KLF11 a été associé à une forme de diabète qui a été qualifiée de "MODY7" par l'OMIM. |
| MODY 8                             | Lipase dépendante des sels biliaires | Le CEL a été associé à une forme de diabète qui a été qualifiée de "MODY8" par l'OMIM. Forme très rare avec cinq familles signalées à ce jour. Elle est associée à un dysfonctionnement pancréatique exocrine. |
| MODY 9                             | PAX4                                 | Pax4 est un facteur de transcription. MODY 9 est une condition médicale très rare. |
| MODY 10                            | INS                                  | Mutations du gène de l'insuline. Habituellement associé au diabète néonatal. Cas rares < 1 %. |
| MODY 11                            | NOIR                                 | Tyrosine kinase des lymphocytes B mutée, qui est également présente dans les cellules des îlots pancréatiques. Très rare. |
| Diabète sucré néonatal permanent   | KCNJ11 et ABCC8                      | Une forme nouvellement identifiée et potentiellement traitable de diabète monogénique est le diabète néonatal causé par des mutations activatrices des gènes ABCC8 ou KCNJ11 qui codent des sous-unités du canal K ATP. < 1 % des cas. Tendance à répondre aux sulfonylurées.                                       |
| Diabète sucré néonatal transitoire | ABCC8                                | Certaines formes de diabète néonatal ne sont pas permanentes. < 1 % des cas. Tendance à répondre aux sulfonylurées. |

### Homozygotie
Par définition, les formes de diabète de type MODY sont autosomiques dominantes, et ne nécessitent qu'un seul gène anormal pour produire la maladie ; la gravité de la maladie est modérée par la présence d'un deuxième allèle normal qui fonctionne vraisemblablement normalement. Cependant, des situations impliquant des personnes portant deux allèles anormaux ont été identifiées. Les défauts combinés (homozygotes) de ces gènes sont beaucoup plus rares et beaucoup plus graves dans leurs effets.
- MODY2 : Le déficit homozygote en glucokinase provoque un déficit congénital sévère en insuline entraînant un diabète sucré néonatal persistant. Environ 6 cas ont été signalés dans le monde. Tous ont eu besoin d'un traitement à l'insuline peu de temps après la naissance. La condition ne semble pas s'améliorer avec l'âge.
- MODY4 : L'IPF1 homozygote mutant entraîne l'échec de la formation du pancréas. L'absence congénitale du pancréas, appelée agénésie pancréatique, implique une déficience des fonctions endocrines et exocrines du pancréas.

Des mutations homozygotes dans les autres formes n'ont pas encore été décrites. Les mutations pour lesquelles une forme homozygote n'a pas été décrite peuvent être extrêmement rares, peuvent entraîner des problèmes cliniques non encore reconnus comme étant liés à la maladie monogénique, ou peuvent être mortelles pour un fœtus et ne pas aboutir à un enfant viable.

## Physiopathologie
Les formes reconnues de MODY sont toutes dues à une production ou à une libération inefficace d'insuline par les cellules bêta pancréatiques. Plusieurs de ces défauts sont des mutations des gènes des facteurs de transcription. Une forme est due à des mutations du gène de la glucokinase. Pour chaque forme de ce diabète, plusieurs mutations spécifiques impliquant différentes substitutions d'acides aminés ont été découvertes. Dans certains cas, il existe des différences significatives dans l'activité du produit du gène mutant qui contribuent aux variations des caractéristiques cliniques du diabète (telles que le degré de carence en insuline ou l'âge d'apparition).[réf. nécessaire]

## Diagnostic
Les caractéristiques suivantes suggèrent la possibilité d'un diagnostic de MODY chez les patients hyperglycémiques et diabétiques :
- Hyperglycémie légère à modérée (généralement 130 à 250 mg/dl, ou 7–14 mmol/l) découverte avant 30 ans. Cependant, toute personne de moins de 50 ans peut développer un diabète MODY.
- Un parent au premier degré avec un degré similaire de diabète.
- Absence d'anticorps positifs ou d'autre auto-immunité (par exemple, thyroïdite) chez le patient et sa famille. Cependant, Urbanova et al. ont constaté qu'environ un quart des patients MODY d'Europe centrale sont positifs pour les auto-anticorps des cellules insulaires (GABA et IA2A). Leur expression est transitoire mais très répandue. Les auto-anticorps ont été trouvés chez des patients présentant un diabète d'apparition retardée et en période de contrôle insuffisant du diabète. Les auto-anticorps des cellules des îlots sont absents de ces diabètes dans au moins certaines populations (japonais, britanniques)[29].
- Persistance d'un faible besoin en insuline (p. ex., moins de 0,5 u/kg/jour) au-delà de la période habituelle de « lune de miel ».
- Absence d'obésité (bien que les personnes en surpoids ou obèses puissent contracter un diabète MODY) ou d'autres problèmes associés au diabète de type 2 ou au syndrome métabolique (par exemple, hypertension, hyperlipidémie, syndrome des ovaires polykystiques).
- La résistance à l'insuline se produit très rarement.
- Maladie rénale kystique chez le patient ou ses proches.
- Diabète néonatal non transitoire ou diabète apparent de type 1 survenant avant l'âge de six mois.
- Adénome hépatique ou carcinome hépatocellulaire dans MODY type 3[30]
- Kystes rénaux, utérus rudimentaire ou bicorne, aplasie vaginale, absence de canal déférent, kystes épidymaires pour les type 5

Le diagnostic de diabète de type MODY est confirmé par des tests génétiques spécifiques disponibles dans des laboratoires commerciaux.

## Classement[31]
Formes courantes ou bien établies de MODY (1 % de MODY ou plus) - HNF1A-(MODY3), HNF4A-(MODY1) et GCK-(MODY2), HNF1B-(MODY5), ABCC8-(MODY12), KCNJ11-( MODY13), INS-(MODY10)
 Formes rares de MODY (peu de familles décrites mais preuves génériques raisonnables pour causer MODY - NEUROD1-(MODY6), IPF1/PDX1-(MODY4), CEL-(MODY8), WSF1 et RFX6
 Gènes rapportés comme causaux pour MODY mais preuves non convaincantes - BLK-(MODY11), PAX4-(MODY9) et KLF11-(MODY7), APPL1-(MODY14), NKX6-1

## Traitement
Dans certaines formes de MODY, un traitement standard est approprié, bien que des exceptions se produisent :
- Dans MODY2, les agents oraux sont relativement inefficaces, mais la plupart des patients sont gérés de manière conservatrice par le régime alimentaire et l'exercice.
- Dans MODY1 et MODY3, les sulfonylurées sont généralement très efficaces, retardant la nécessité d'un traitement à l'insuline.
- Les sulfonylurées sont efficaces dans les formes du canal K ATP du diabète néonatal. Le modèle murin du diabète MODY a suggéré que la clairance réduite des sulfonylurées est à l'origine de leur succès thérapeutique chez les patients humains MODY, mais Urbanova et al. ont constaté que les patients humains MODY réagissent différemment du modèle murin et qu'il n'y avait pas de diminution constante de la clairance des sulfonylurées chez les patients HNF1A-MODY et HNF4A-MODY sélectionnés au hasard.

L'hyperglycémie chronique, quelle qu'en soit la cause, peut éventuellement causer des dommages aux vaisseaux sanguins et les complications microvasculaires du diabète. Les principaux objectifs du traitement pour les personnes atteintes de MODY — maintenir la glycémie aussi proche que possible de la normale (« bon contrôle glycémique »), tout en minimisant les autres facteurs de risque vasculaires — sont les mêmes pour toutes les formes connues de diabète.
Les outils de prise en charge sont similaires pour toutes les formes de diabète : analyses de sang, modifications du régime alimentaire, exercice physique, hypoglycémiants oraux et injections d'insuline. Dans de nombreux cas, ces objectifs peuvent être atteints plus facilement avec MODY qu'avec le diabète ordinaire de types 1 et 2. Certaines personnes atteintes de MODY peuvent avoir besoin d'injections d'insuline pour atteindre le même contrôle glycémique qu'une autre personne peut atteindre avec une alimentation prudente ou un médicament oral.
Lorsque des hypoglycémiants oraux sont utilisés dans MODY, les sulfonylurées restent la médication orale de premier recours. Par rapport aux patients atteints de diabète de type 2, les patients MODY sont souvent plus sensibles aux sulfonylurées, de sorte qu'une dose plus faible doit être utilisée pour initier le traitement afin d'éviter l'hypoglycémie. Les patients atteints de MODY souffrent moins souvent d'obésité et d'insulino-résistance que ceux atteints de diabète de type 2 ordinaire (pour qui les insulinosensibilisants comme la metformine ou les thiazolidinediones sont souvent préférés aux sulfonylurées).

## Épidémiologie
Selon les données de Saxe, en Allemagne, les diabètes MODY étaient responsable de 2,4 % de l'incidence du diabète chez les enfants de moins de 15 ans

## Histoire
Le terme MODY remonte à 1964, lorsque le diabète sucré était considéré comme ayant deux formes principales : juvénile et mature, ce qui correspondait à peu près à ce que nous appelons maintenant le type 1 et le type 2. MODY a été appliqué à l'origine à tout enfant ou jeune adulte qui présentait une hyperglycémie asymptomatique persistante sans progression vers une cétose diabétique ou une acidocétose. Rétrospectivement, nous pouvons maintenant reconnaître que cette catégorie recouvrait un ensemble hétérogène de troubles qui comprenait des cas de diabète héréditaire dominant (le sujet de cet article, encore appelé MODY aujourd'hui), ainsi que des cas de ce que nous appellerions maintenant le diabète de type 2 survenant dans l'enfance ou l'adolescence, et quelques types d'hyperglycémie encore plus rares (par exemple, le diabète mitochondrial ou l'insuline mutante). Beaucoup de ces patients ont été traités avec des sulfonylurées avec plus ou moins de succès.[réf. nécessaire]
L'usage actuel du terme MODY date d'un rapport de cas publié en 1974,.
Depuis les années 1990, à mesure que la compréhension de la physiopathologie du diabète s'est améliorée, le concept et l'utilisation de MODY se sont affinés et restreints. Il est maintenant utilisé comme synonyme de défauts monogéniques héréditaires dominants de la sécrétion d'insuline survenant à tout âge, et n'inclut plus aucune forme de diabète de type 2.

### Divers
MODY ne doit pas être confondu avec le diabète auto-immun latent de l'adulte (LADA) — une forme de diabète de type 1, avec une progression plus lente vers la dépendance à l'insuline que le diabète de type 1 chez l'enfant, et qui survient plus tard dans la vie.